# Battaglia di Mogadiscio
La battaglia di Mogadiscio fu uno scontro di vaste proporzioni svoltosi nella capitale somala tra il 3 ed il 4 ottobre del 1993, nel corso dell'operazione Restore Hope. Questa operazione, iniziata sotto l'egida delle Nazioni Unite, ha visto il susseguirsi di svariati scontri a fuoco di elevata intensità, che hanno coinvolto truppe statunitensi, pakistane, malesi e di altre nazioni partecipanti all'operazione.
Tra questi scontri, tre in particolare si elevarono (per intensità e numero di vittime) al di sopra degli altri (che costituivano il quotidiano stillicidio del popolo somalo e di chi cercava di portargli aiuto); gli ultimi due assursero al ruolo poco felice di vere e proprie battaglie, con il concorso di unità meccanizzate, centinaia di soldati e vari velivoli di appoggio da parte delle forze UNITAF, contro migliaia di miliziani somali armati di armi automatiche, mitragliatrici e razzi anticarro, oltre che dell'uso strumentale della popolazione civile (come scudo umano).
Sulla battaglia è stato scritto un saggio storico da Mark Bowden Black Hawk Down: A Story of Modern War e pubblicato per la prima volta negli Stati Uniti d'America nel febbraio 1999. Il libro che tratta della battaglia di Mogadiscio, è stato pubblicato lo stesso anno in Italia da Rizzoli con il titolo Falco nero. Il film Black Hawk Down - Black Hawk abbattuto è basato su questo libro.

## Premesse
Nel 1991, in Somalia, si chiudeva il lungo periodo di potere del generale Siad Barre. Tale periodo perdurava dal 1969, anno nel quale un colpo di Stato aveva condotto il paese ad una organizzazione sociale e statale stabile, anche se sotto la forma di una dittatura.
Ad essa si sostituiva un periodo di instabilità e di scontri tra varie fazioni armate su base tribale, controllate da signori della guerra locali, nessuna delle quali in grado di prevalere sulle altre. Queste fazioni erano dotate di armi automatiche individuali, come il diffusissimo AK-47 Kalashnikov, ma spesso anche di mitragliatrici pesanti e lanciarazzi anticarro portatili come l'RPG-7. Le bande si spostavano su mezzi del genere più svariato, ma in particolare su fuoristrada e pick-up, ai quali spesso veniva aggiunto un supporto per una mitragliatrice o un cannone senza rinculo; questi mezzi venivano definiti in gergo, dalle forze ONU, tecniche (technical in inglese).
Le Nazioni Unite, con la risoluzione n. 751 del 24 aprile 1992, votata dal Consiglio di sicurezza, autorizzavano l'operazione UNOSOM I (United Nations Operation in Somalia) con 4000 militari e circa 200 civili, al fine di sorvegliare la fragile tregua tra le fazioni e coadiuvare le varie organizzazioni non governative presenti sul territorio. Il 3 dicembre 1992, con la risoluzione n. 794, il Consiglio di Sicurezza autorizzava l'impiego di una forza multinazionale denominata UNOSOM II, che avrebbe dovuto ripristinare la sicurezza locale e favorire l'eventuale reinsediamento di un governo legittimo; quest'ultima operazione è nota con il nome Restore Hope ("Restaurare la Speranza").
Ad essa seguirono vari episodi, tra i quali i tre descritti in seguito, che portarono invece le Nazioni Unite a dichiarare fallita la missione e a decidere il reimbarco dei contingenti internazionali. Il 16 dicembre 1994, su richiesta delle Nazioni Unite, gli Stati Uniti accettarono di guidare una forza multinazionale, costituita al fine di permettere alle forze dell'UNOSOM ancora presenti sul territorio di raggiungere Mogadiscio e di reimbarcarsi in condizioni di sicurezza.

### La battaglia della Radio

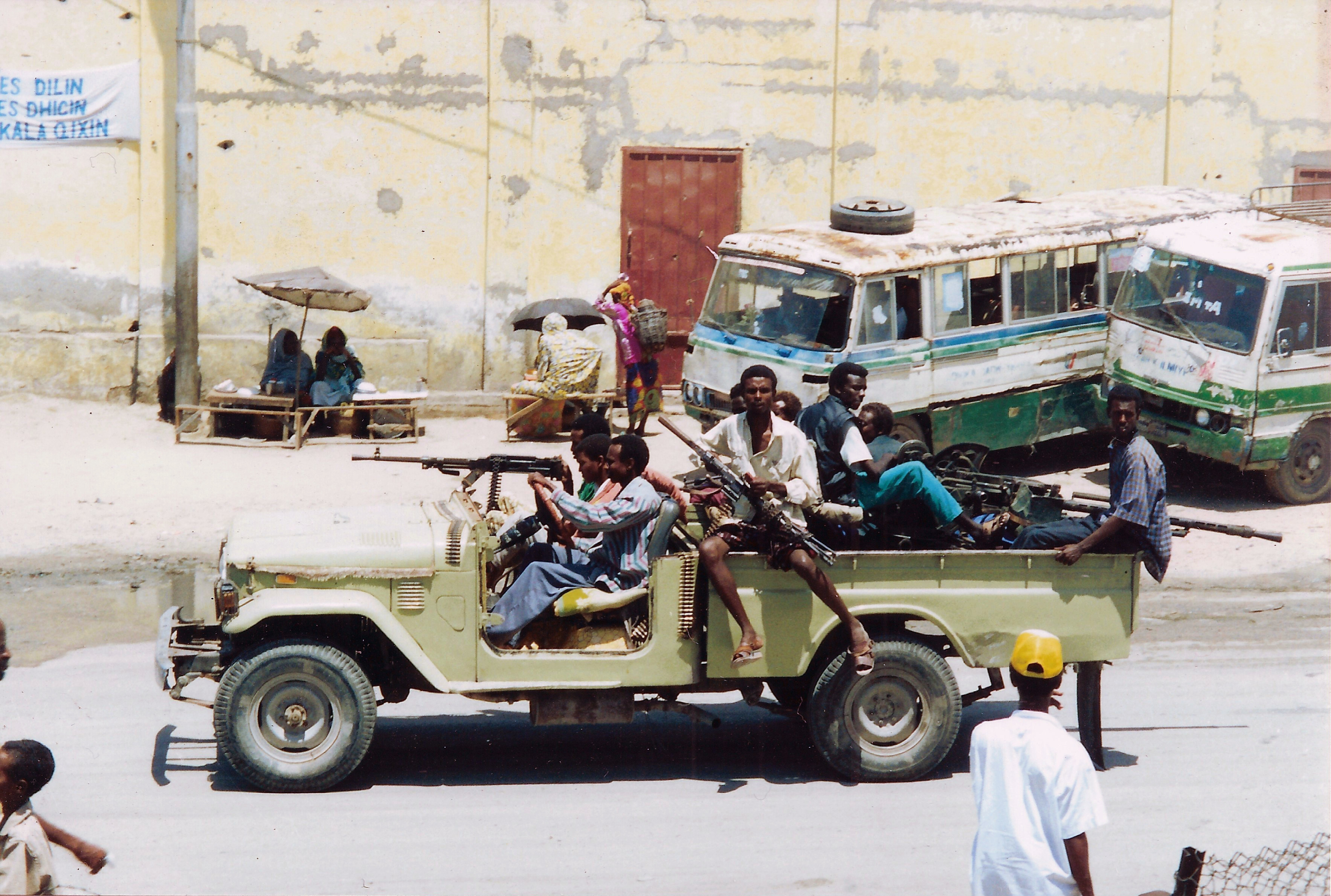
Un veicolo dotato di arma pesante, detto tecnica, con un gruppo di miliziani somali a bordo, per le strade di Mogadiscio

Il 5 giugno 1993 forze pakistane, facenti parte dell'UNOSOM, tentarono di occupare la sede della radio di Mogadiscio, utilizzata da una delle fazioni in lotta, che faceva capo a Mohammed Farah Aidid. La radio veniva usata dai miliziani per diffondere proclami inneggianti alla resistenza contro le truppe ONU, descritte come "invasori". La reazione dei guerriglieri somali fu violenta e, nello scontro che ne seguì, morirono 23 militari pakistani. I soldati superstiti furono costretti ad asserragliarsi all'interno della Manifattura Tabacchi. Intervenne quindi in aiuto oltre ad una forza di para' francesi una forza italiana meccanizzata, composta da blindati, carabinieri del 1º Reggimento carabinieri paracadutisti "Tuscania" e incursori paracadutisti del 9º Reggimento d'assalto paracadutisti "Col Moschin". Le forze italiane, più con la persuasione e la tattica che con l'uso della forza, riuscirono a togliere i militari pakistani dalla spinosa situazione e recuperarono i cadaveri dei pakistani caduti.

### La battaglia del pastificio
Il 2 luglio 1993 forze italiane, divise in due colonne meccanizzate, effettuarono un rastrellamento nel quartiere Haliwaa, a nord di Mogadiscio. I vari obiettivi dell'operazione si trovavano vicini all'ex pastificio distrutto, vicino al quale era stato costituito un check-point, denominato appunto Check-point Pasta. Secondo alcune fonti il vero scopo dell'operazione doveva essere la cattura di Aidid, ma nessuna conferma ufficiale è mai stata data dalle autorità italiane.
In seguito a gravi disordini scoppiati nella zona, con larga partecipazione da parte della popolazione locale, a cui erano mischiati i cecchini, la situazione precipitò a tal punto da richiedere rinforzi alla colonna che si trovava in prossimità del pastificio. Alcuni mezzi blindati italiani vennero immobilizzati con razzi anticarro e solo l'intervento della colonna di soccorso, dotata dei blindati pesanti (Centauro) dell'8º Reggimento "Lancieri di Montebello", e l'appoggio degli elicotteri, permisero ai soldati sotto il fuoco di sganciarsi, con i miliziani che sparavano tra la folla vociante facendosi scudo di donne e bambini.
Il bilancio delle perdite fu di 3 morti e 36 feriti da parte italiana e di un numero imprecisato da parte dei miliziani e dei civili somali.

### 3 ottobre 1993
Il mattino del 3 ottobre, l'intelligence del contingente UNITAF affermò che molti dei più importanti uomini del signore della guerra Mohammed Farah Aidid si erano riuniti in un palazzo nel cuore di Mogadiscio. Il piano consisteva nell'avvicinarsi con quattro MH-60 Black Hawk, che avrebbero calato i soldati intorno al perimetro, e far atterrare sul tetto i più leggeri MH-6 Little Bird, per permettere ai soldati di fare irruzione dall'alto dell'edificio di tre piani. Questo piano era già stato usato molte volte in precedenza e, dato che aveva sempre funzionato, si decise di metterlo in pratica ancora una volta. Nessuno avrebbe mai immaginato che questa decisione avrebbe potuto appendere ad un filo le vite di 18 soldati americani.
Alle 14:32 dello stesso giorno, gli elicotteri decollarono dalla base americana, nell'aeroporto di Mogadiscio, insieme a un convoglio che avrebbe poi dovuto recuperare gli ostaggi e riportare tutti alla base. Si contava di rientrare entro mezz'ora.
Il piano venne messo in pratica e i "chalk" (così venivano chiamati i soldati che avrebbero dovuto difendere il perimetro) si calarono con le corde dai Black Hawk. Il pilota del Black Hawk con nominativo di chiamata Super 6-7 però, si posizionò su un isolato distante dal punto di discesa, per cui, una volta a terra, la squadra avrebbe dovuto raggiungere il punto a piedi. Questo fu impedito da un soldato che perse il controllo della fune e cadde a terra rimanendo gravemente ferito ed impossibilitato a muoversi. Il giovane soldato era Todd Blackburn. Intanto gli uomini della Delta Force fecero irruzione nell'edificio e catturarono gli uomini, tra cui il più anziano collaboratore di Aidid.

## L'abbattimento dei Black Hawk
Gli uomini vennero caricati sui grossi veicoli Humvee e, mentre il convoglio si preparava a tornare alla base sotto il fuoco nemico, il Black Hawk Super 6-1, pilotato dal CW3 (Chief Warrant Officer, un grado americano riservato agli specialisti, assimilato quasi a quello di ufficiale, ma inferiore a quello di O-1 e al corrispondente NATO OF-1) Cliff "Elvis" Wolcott e dal CW3 Donovan "Bull" Briley precipitò a causa di un razzo RPG-7 lanciato sul rotore di coda, danneggiato il quale l'elicottero iniziò a ruotare in modo incontrollato. L'elicottero si schiantò violentemente in un area residenziale e la rimanente carcassa rimase appoggiata contro il muro di un edificio a circa 300 metri dall'edificio target. Lo schianto uccise i due piloti istantaneamente e lasciò due membri dell'equipaggio gravemente feriti. I due tiratori scelti rimasero illesi ed iniziarono a difendere l'elicottero. Tutti gli uomini e l'intero convoglio vennero mandati in soccorso al Black Hawk abbattuto, e nella strada recuperarono anche i feriti durante gli scontri. Una squadra di combat search and rescue (CSAR) venne inviata in soccorso attraverso il Black Hawk Super 6-8, la tale era comandata da un Capitano della Delta Force. Il team formato da 15 operatori si calò nei pressi del sito di schianto di Super 6-1, durante questa fase un missile RPG-7 colpi parzialmente il Black Hawk, il quale riuscì a ritornare alla base con difficoltà.

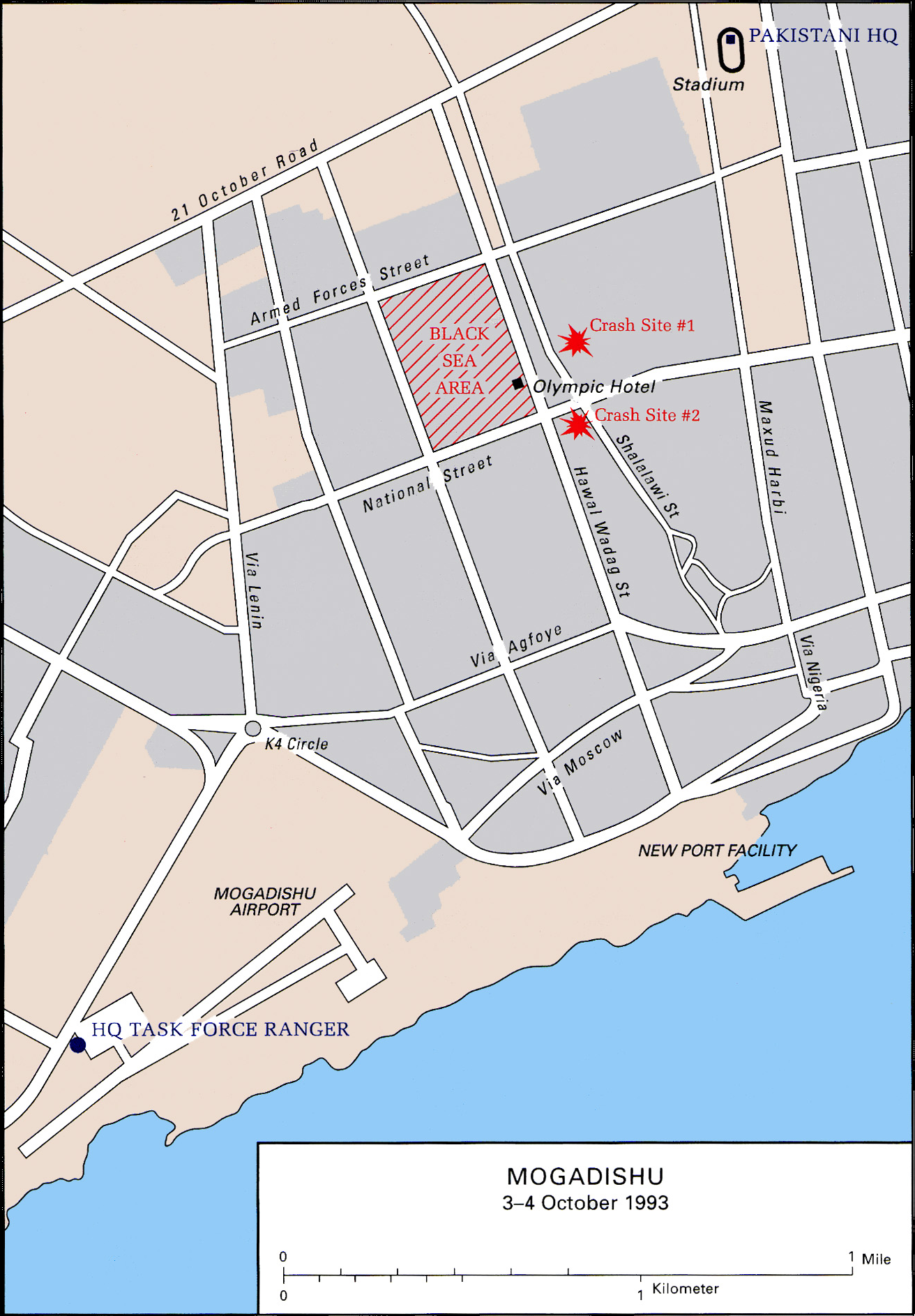
Mappa della battaglia di Mogadiscio

Durante la fase di recupero dell'equipaggio del primo elicottero, alle ore 16:40 circa, un secondo Black Hawk del 160th Special Operations Aviation Regiment, con nome in codice Super 6-4, pilotato dal CW3 Michael Durant e dal CW4 Raymond "Ironman" Frank, venne preso di mira da Yusuf Dahir Mo'alim, capo di una squadra RPG somala formata da 7 uomini che si stava avvicinando al luogo di schianto di Super 6-1. Uno degli uomini di Mo'alim si igninocchiò nel mezzo della strada e lanciò un missile RPG-7 al Black Hawk di Michael Durant. Il missile colpì il rotore di coda. Inizialmente l'equipaggio avvertì l'impatto ma il velivolo era ancora in grado di manovrare. Da lì a poco, il rotore di coda si disintegrò ed il Black Hawk iniziò a ruotare in modo incontrollato. Il velivolo schivò diverse abitazioni e si schiantò in un area di baracche, costringendo il comando a pianificare un'operazione in grande stile, che coinvolgeva anche truppe pakistane e malesi. A difesa dell'equipaggio si offrirono due membri della Delta Force, il sergeant first class Randall Shughart ed il master sergeant Gary Gordon (decorati con la Medal of Honor del Congresso degli Stati Uniti postuma), che furono inseriti da uno degli elicotteri in volo e morirono durante i combattimenti, riuscendo a salvare la vita di Durant, che però fu preso prigioniero.
L' MH-60L Black Hawk "Super 6-2" pilotato dal Capitano James Yacone e dal CW3 Michael "Mike" Goffena, che poco prima inserì i due tiratori scelti, fu colpito nella zona sinistra del cockpit da un missile RPG-7 mentre forniva fuoco di copertura al sito di schianto di Super 6-4. Il copilota fu ferito gravemente, ma il pilota riuscì ad effettuare un atterraggio di emergenza al Porto Nuovo. Scesa la notte, le diverse squadre a terra si trincerarono in vari edifici della città, in attesa dei soccorsi, mentre gli elicotteri MH-6 Little Bird, gli unici equipaggiati per le operazioni di attacco notturno, pattugliavano il cielo, scoraggiando attacchi in massa da parte dei miliziani. Nessun aiuto fu chiesto per l'occasione al contingente italiano, che pure disponeva di carri M60A1 ed elicotteri d'attacco corazzati A129 Mangusta, forse per le divergenze occorse nelle precedenti operazioni, comprese le polemiche dopo la battaglia del pastificio. A seguito delle trattative tra i miliziani e gli italiani per la ripresa del check-point "pasta" nel quartiere di Haliwaa, gli americani ritenevano che il contingente italiano avesse stretto un accordo segreto con Aidid.
Quando, al mattino, la colonna di soccorso si mosse, sui mezzi non vi era posto per tutti e, anche a causa delle incomprensioni dovute alla lingua, oltre che allo stress dei guidatori, i mezzi si avviarono ad una velocità tale da non consentire alle truppe a piedi di tenere il passo, rendendoli ancora bersaglio dei miliziani somali fino al loro rientro allo stadio, base delle operazioni pakistane e posto di pronto soccorso.

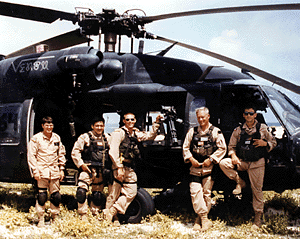
La crew del Black Hawk "Super 6-4" un mese prima della battaglia. Da sinistra: Winn Mahuron, Tommy Field, Bill Cleveland, Raymond Frank e Michael Durant.

Quella che era iniziata come una veloce operazione di incursori, divenne una cruenta battaglia urbana, durata due giorni, alla fine della quale gli statunitensi contarono 19 morti (5 membri del 160th SOAR, 6 della Delta Force, 6 ranger, 1 del 14 Infantry Regiment e 1 della 10th Mountain di soccorso). Le perdite in feriti furono di 84 uomini, mentre i somali ebbero circa un migliaio di perdite, tra miliziani e civili, anche se sui dati esatti vi sono forti discordanze.
Michael Durant, unico superstite dell'equipaggio del secondo elicottero, venne restituito dopo 11 giorni ai suoi connazionali.
Gli statunitensi affrontarono inizialmente l'operazione con sufficienza (ad esempio vennero lasciati al campo base i visori notturni, che invece sarebbero stati utilissimi), e inoltre gli altri contingenti alleati vennero informati solo dopo che sopraggiunse la situazione di emergenza (anche se ciò potrebbe essere giustificabile come misura contro la fuga di notizie) e questo comportò il ritardo nella partenza della colonna blindata pakistana di soccorso (da notare come gli statunitensi non avessero, in quella fase, veicoli corazzati in Somalia, per scelta politica).
Difficile dare un giudizio definitivo sull'esito dei combattimenti: di certo i guerriglieri somali avevano a loro favore la conoscenza del territorio urbano e un numero soverchiante; le forze americane, d'altra parte, poterono contare su una nettissima superiorità in addestramento e tecnologia. L'epilogo della vicenda fu scioccante per i mass media occidentali: i corpi denudati e straziati di alcuni soldati statunitensi non recuperati dai compagni, furono esibiti per le strade di Mogadiscio e restituiti ai connazionali solo alcuni giorni dopo.

### 3 ottobre 1993
14:49 — Vengono identificati gli obiettivi principali della missione, si prepara la cattura dei leader del Habr Gidr Clan, che si suppongono trovarsi nel centro della città di Mogadiscio.
15:32 — Viene lanciata l'operazione. Vengono dispiegati 19 elicotteri, 12 veicoli e 160 soldati.
15:42 — Inizia l'assalto. Unità della Delta Force assaltano ed occupano l'edificio principale, nel quale si suppone si trovino i vertici della fazione di Aidid. Alcuni Ranger vengono elitrasportati nel teatro operativo per stabilire un perimetro di difesa intorno all'edificio. Nel corso delle primissime fasi un Ranger, private first class Todd Blackburn, cade dall'elicottero da una altezza di circa 20 metri mentre si prepara a calarsi con l'ausilio di una fune, inoltre, il Black Hawk "Super 6-7" pilotato dal CW3 Jeff Niklaus e dal CW2 Sam Shamp viene accidentalmente posizionato un blocco a nord rispetto al loro punto di sbarco. Il "chalk" quattro rifiutó la offerta del pilota di volare al punto esatto, dicendo che avrebbe richiesto troppo tempo ed avrebbe esposto il velivolo al fuoco nemico. La squadra intese muoversi a piedi verso il punto corretto, ma questo venne impedito dall'intensa sparatoria nel quale si trovarono una volta a terra.
15:47 — Un imprecisato numero di civili e miliziani si dirige verso il teatro operativo.
15:58 — Uno dei veicoli, un M939 Truck, viene colpito da un razzo RPG 7 sparato da alcuni miliziani. Di conseguenza rimangono feriti diversi soldati statunitensi.
16:00 — Gruppi di miliziani iniziano a convergere in maniera massiccia nei pressi del teatro operativo.
16:02 — Il convoglio, a cui era stato assegnato il compito di trasportare i prigionieri catturati presso la base statunitense, riferisce di avere catturato 21 persone tra le quali diversi leader e che si appresta a fare rientro alla base. Contemporaneamente un convoglio composto da 3 veicoli si distacca dalla colonna principale per trasportare il soldato Blackburn il prima possibile alla base.
16:15 — Nonostante il convoglio abbia comunicato di essere pronto a lasciare l'area in cui si è svolta l'operazione, tutti i veicoli sono ancora fermi a causa di diversi malintesi e problemi di comunicazione tra le diverse unità coinvolte nell'operazione. Solo dopo diversi minuti i membri della Delta Force riescono a caricare i prigionieri a bordo dei veicoli.
16:20 — Il primo Black Hawk, con nome in codice Super 6-1, viene colpito da un RPG e precipita ad alcuni isolati da dove si trova il convoglio.
16:22 — L'area nella quale è precipitato Super 6-1 viene occupata dai miliziani.
16:26 — Il convoglio con i prigionieri si mette in moto per recarsi sul sito dove è precipitato Super 6-1. Al Black Hawk Super 6-4 viene impartito l'ordine di prendere il posto di Super 6-1 e di scortare il convoglio.
16:28 — Ricerca e soccorso di Super 6-1: la squadra di recupero si cala sul luogo dello schianto per recuperare il personale dell'elicottero abbattuto e trova 3 superstiti, ma pilota e co-pilota sono morti.
16:35 — Il convoglio perde l'orientamento nelle strette strade e vie di Mogadiscio. Nell'intento di raggiungere il sito dove si trova Super 6-1 subisce gravi perdite.
16:40 — Il Black Hawk Super 6-4, pilotato da Michael Durant, viene colpito da un razzo RPG e precipita. Il velivolo una volta schiantatosi viene in breve tempo preso di mira dai miliziani.
16:42 — Due tiratori scelti della Delta Force, il sergeant first class Randall Shughart e il master sergeant Gary Gordon, richiedono al comando il permesso di raggiungere il sito dove è precipitato Super 6-4 per fornire protezione all'equipaggio dell'elicottero.
16:54 — Il convoglio, dopo aver perso completamente l'orientamento nei vicoli della città, decide di interrompere l'operazione di soccorso verso Super 6-1 e di fare rientro alla base per riorganizzare le operazioni di salvataggio e scaricare morti e feriti.
17:03 — Una Quick Reaction Force viene inviata dal comando principale nell'intento di raggiungere Super 6-4 ma si imbatte immediatamente in una ostinata resistenza da parte dei miliziani.
17:34 — Sia la Quick Reaction Force che il convoglio con i prigionieri fanno rientro alla base dopo aver subito gravi perdite. Una squadra di Ranger tenta comunque di raggiungere a piedi il sito dove è precipitato Super 6-4, ma subisce anch'essa delle perdite.
17:40 — Shughart e Gordon rimangono uccisi nel tentativo di proteggere il relitto di Super 6-4 dai miliziani, in enorme vantaggio numerico. Durant viene preso prigioniero.
17:45 — Entrambi i convogli fanno rientro alla base. Nel frattempo 99 soldati sono ancora intrappolati presso il sito dove è precipitato Super 6-1; tra questi si trova anche il caporale Smith, gravemente ferito. Una richiesta di evacuarlo con urgenza viene inoltrata al comando.
19:08 — Il Black Hawk Super 6-6 effettua un rifornimento d'emergenza sul sito dove si trovano i 99 soldati intrappolati nella città, rifornendoli d'acqua, munizioni e beni di prima necessità. A causa del fuoco nemico di cui è stato oggetto, Super 6-6 non riesce ad effettuare un atterraggio per evacuare il caporale Smith e deve quindi fare rientro alla base.
20:27 — Il caporale Jamie Smith muore.
21:00 — Su urgente richiesta del comando americano viene creata una Task force per soccorrere i soldati intrappolati nella città. Il convoglio che dovrà soccorrere i soldati sarà composto dalla decima divisione da montagna, carri armati del contingente pachistano e veicoli corazzati della Malaysia.
23:23 — Il convoglio si mette in movimento.

#### 4 ottobre 1993
00:00 — I ranger sono ancora intrappolati all'interno della città senza nessun equipaggiamento notturno.
01:55 — La prima metà del convoglio raggiunge il sito dove è precipitato Super 6-1, mentre la seconda metà viene inviata sul sito dove è precipitato Super 6-4. Durant ed il suo equipaggio non vengono trovati.
03:00 — Nonostante i ripetuti tentativi, i ranger non sono ancora riusciti a rimuovere la salma di Elvis Wolcott, il pilota di Super 6-1.
05:30 — La colonna finalmente abbandona i siti dove sono precipitati gli elicotteri. Alcuni dei Ranger che non hanno trovato posto sui mezzi blindati devono percorrere il tragitto fino alla base del contingente pachistano a piedi. La strada che il convoglio percorre diviene in seguito noto come il miglio di Mogadiscio.
06:30 — Il convoglio fa rientro alla base del contingente americano. Viene confermata la morte di 13 militari statunitensi, 73 feriti e 6 dispersi. 5 dei 6 dispersi saranno dichiarati morti in seguito portando il numero dei caduti a 18.

## Conclusione e conseguenze
Militarmente, l'operazione è stata un successo, considerato che tutti gli obiettivi sono stati catturati entro i tempi previsti e sono stati riportati vivi alla base. Dal punto di vista umanitario, però, la missione fu una grave mancanza, con la perdita di 19 soldati statunitensi, la più grave perdita di vite umane da parte dell'esercito americano dopo la guerra del Vietnam. Sono stati commessi errori dal punto di vista tattico, a partire dal fatto che si è deciso di mettere in atto un piano che era stato utilizzato molte volte per obiettivi precedenti. Questo ha dato il tempo ai miliziani somali di organizzarsi in tempo anche perché l'operazione è stata eseguita nel "centro operativo" di Aidid, il Mercato Bakara.
Le pesanti perdite in vite umane avvenute in questi episodi, oltre a quelle che hanno costellato il resto della missione in Somalia, sono rese ancora più tragiche dal fallimento della missione stessa. L'ONU non è mai realmente riuscita a far raggiungere un accordo tra le parti ad un tavolo negoziale, affidandosi alla presenza di forze sul campo per imporre la pace ad un popolo privo di identità nazionale e quindi troppo facilmente strumentalizzabile da interessi interni ed esterni.
Il risultato è stato, in base a posizioni espresse da varie fonti, quello di minare ancora una volta la credibilità delle Nazioni Unite, tanto più se si considera che durante la missione il Segretario, Boutros Boutros-Ghali, era africano (precisamente egiziano) ed avrebbe dovuto quindi potersi avvalere di un prestigio personale per ovvie ragioni geografiche, oltre che del peso del suo mandato; per esempio il senatore statunitense Bob Dole, dopo l'episodio ed il cambio di linea del presidente Clinton, dichiarò: "what we were going to do, not Boutros-Ghali" ("faremo quello che dobbiamo fare noi, non quello che dice Boutros-Ghali"); inoltre i paesi coinvolti nella missione come guida (Stati Uniti in testa) sono stati visti più come potenze neo-colonialiste che come soccorritori.
Oltre alle interazioni esterne, il tribalismo africano e i grandissimi interessi dei signori della guerra locali, legati al traffico di droga, delle armi e forse anche dei rifiuti tossici, che hanno visto tra le vittime i giornalisti italiani Ilaria Alpi e Miran Hrovatin, hanno concorso non poco a generare e mantenere una situazione di instabilità che dura tutt'oggi.
L'esito infausto dell'intervento nel suo complesso e, in particolare, l'impressione suscitata nell'opinione pubblica americana dall'abbattimento dell'elicottero e dal massacro dei militari statunitensi, sono stati probabilmente determinanti nell'atteggiamento attendista americano tenuto nei confronti del genocidio in Ruanda cinque mesi dopo, o ad Haiti o in Bosnia.